# Pietro Vorstio
Pietro Vorstio anche Peter Van Der Vorst, Worst e talvolta Pierre Van Der Worst (Anversa, XVI secolo – 1548/1549) è stato un vescovo cattolico fiammingo, vescovo della diocesi di Acqui dal 1534 al 1549.

## Biografia
Nato ad Anversa da Jean, cancelliere di Brabante e Jean Thielt, Pietro Vorstio giungeva a Roma nel 1523 al seguito del cardinale Adriano Floretz il quale raggiungeva l'urbe in quanto appena eletto papa con il nome di Adriano VI.
Con la morte nello stesso anno del papa, Vorstio trovava ospitalità presso il cardinale Willem Enckenwoirt che gli permetteva con la sua influenza di farsi strada all'interno della curia romana, già il 9 gennaio 1526 proposto da Carlo V - che lo ammetteva anche nel consiglio aulico - diventava uditore di Rota.
Nel 1534 viene indicato nel suo testamento come erede delle sue proprietà in Italia da Enckenwoirt e nello stesso anno il 20 febbraio viene nominato vescovo di Acqui da papa Giulio III, forse su indicazione del cardinale Gianvincenzo Carafa, amministratore diocesano di Acqui, per poi essere consacrato il 14 marzo dal cardinale Antonio Pucci.
Nel 1535 era nominato dal papa membro del "Consilium de emendada ecclesia", una commissione di nove alti prelati incaricati di indagare sugli abusi di cui era accusata la Chiesa, preludio di quello che poi sarebbe sfociato nel concilio di Trento. Nel 1536 nel giorno di Pasqua l'imperatore Carlo V tramite un documento confermava il ruolo di consigliere imperiale a Vorstio insieme a tutti i privilegi garantiti in precedenza alla diocesi di Acqui. Tra il 1537 e il 1538 Pietro Vorstio è in qualità di nunzio speciale inviato presso i vescovi tedeschi a portare la convocazione al concilio ecumenico che in quel periodo si sarebbe voluto tenere ancora nella città di Mantova; la scelta del vescovo di Acqui per questo ruolo era motivata dalla sua conoscenza delle lingue germaniche e la sua comprovata competenza diplomatico-giuridica. 
Nel 1538 terminava l'incarico e Vorstio rientrava a Roma dove rimase fino all'apertura del concilio tridentino dove pare intervenne nella VI sessione in appoggio alla tesi che voleva la residenza vescovile come obbligo divino.
Non vi sono prove certe sul fatto che Vorstio abbia mai risieduto in Acqui, per quanto vi siano prove documentali di richieste di visite pastorali, concessioni di riscossione tributi e una controversia con Giorgio della Rovere per la mensa vescovile della massaria di Cartesio in Bistagno.
Tra il 1548 e 1549 morì, forse a Worms, anche se Gregorio Pedroca probabilmente per riempire un buco nel cronotassi dei vescovi della diocesi indicherà il 1566 come data della sua morte.

## Genealogia episcopale
La genealogia episcopale è:
- Cardinale Antonio Pucci
- Vescovo Pietro Vorstio